# Smokvica
Smokvica je naselje v  Slovenski Istri, ki upravno spada pod Mestno občino Koper.